# ابن قسی اندلسی

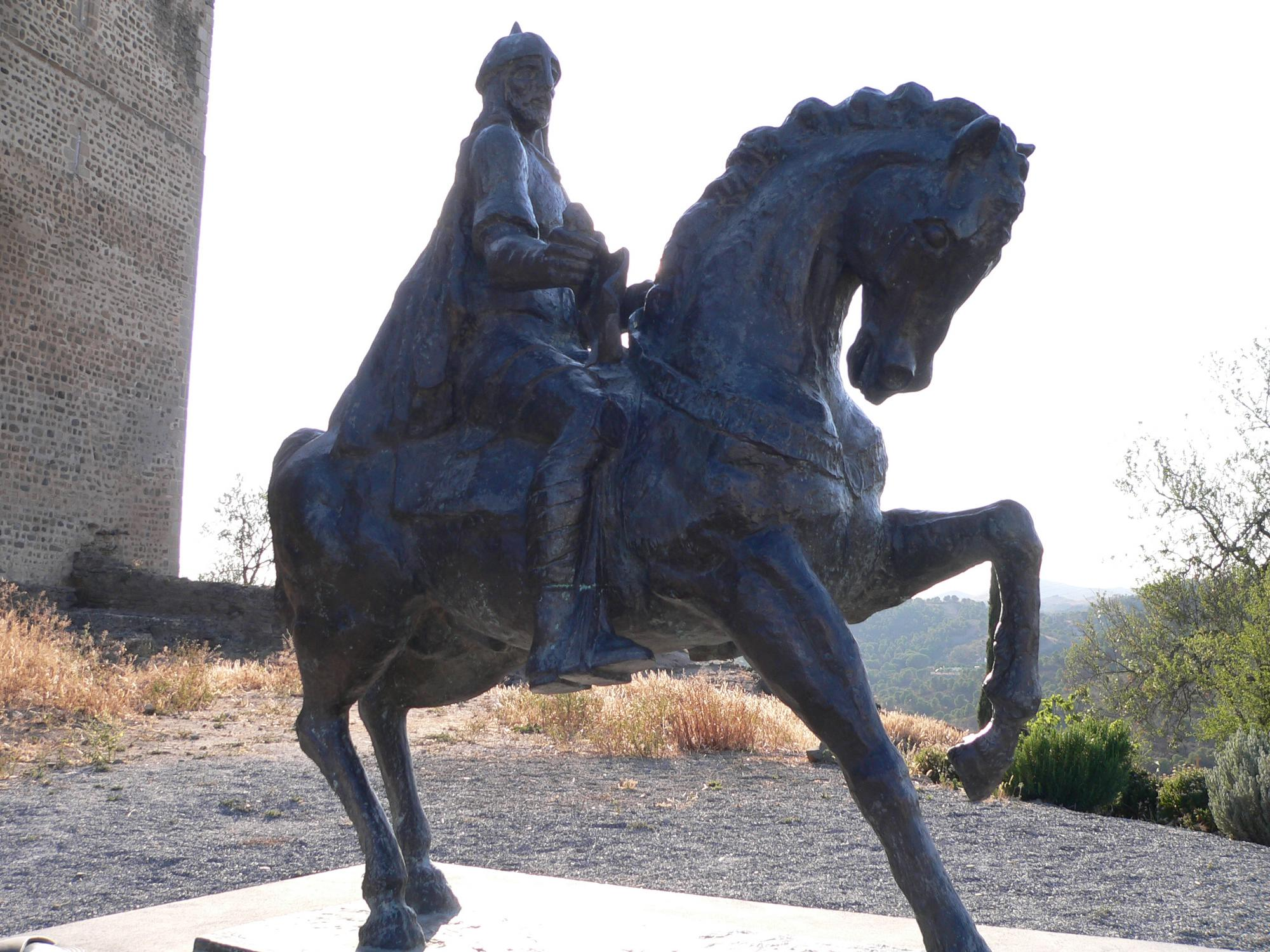
تندیس ابن قسی در شهر مرتولا (مارتله) پرتغال.

شیخ احمد بن حسین ابوالقاسم بن قسّی اندلسی، از صوفیان و رهبران سیاسی مخالف حکومت مرابطان در غرب اندلس بود. او فرماندار ناحیه‌ای به نام طایفه مارتله و از دوستان و هم‌پیمانان آلفونسو اول، پادشاه پرتغال، بود.
مهم‌ترین اثر وی کتاب خلع النّعلین (درآوردن پای‌افزار) است. ابن عربی کتاب خلع‌النعلین ابن قسی را در سال ۵۹۰ هجری یعنی در دوران جوانی در تونس خواند و شرحی بر کتاب مزبور نوشت.
ابوالعلاء عفیفی در شرح فصوص‌الحکم ابن عربی می‌گوید: «ابن قسی در خلع النعلین، ضمن تکیه بر آیات قرآنی و احادیث نبوی، عقاید خود را از آنها استخراج و آنها را به صورت معانی فلسفی و صوفیانه بیان می‌کند. چنین استخراجی نزد عرفاً نوعی اشراق و الهام تلقی می‌شود».

## پیشینه
ابن قسی رومی‌تبار و از شِلب اندلس بود. ابن خطیب او را از مشایخ بزرگ صوفیه نامیده‌است. ابن ابار نیز می‌گوید: «ابن قسی که در آغاز منصب اشراف داشت و به امور خزانه‌داری و مالیات اشتغال داشت، به طریقت صوفیه گام نهاد و همهٔ دارایی‌اش را فروخت و اموالش را به عنوان صدقه بخشید آنگاه به سیر و سفر پرداخت. سپس در زمرهٔ مشایخ جای گرفت».
ابن خلدون در مقدمهٔ خود می‌نویسد: «ابن قسی شیخ متصوفه و صاحب کتاب خلع النعلین فی التصوف، اندلس را به دعوت به حق شورانید و اصحاب وی را مرابطان می‌نامیدند».
مدتی به عزلت‌نشینی روی آورد و سرگرم مطالعهٔ آثار ابوحامد غزالی شد. در المریه با قطب صوفیه ابوالعباس احمد بن محمد صنهاجی اندلسی معروف به ابن العریف دیدار کرد و نزد او درس خواند.
ابن قسی از شاگردان و امامان صوفیه و سرسلسلهٔ مریدین بود و پیروان بسیاری داشت. ابن الخطیب نقل می‌کند که ابن قسی دستور داد این جمله را بر سکه‌ها ضرب کنند: «الله ربنا و محمد نبینا و المهدی امامنا». اگرچه ابن قسی پیروان بسیاری داشت؛ اما تعداد دشمنانش بیشتر بود. دشمنان ابن قسی میان پیروانش نیز نفوذ کردند همین امر سبب شد وی در سال ۵۴۶ هجری توسط یورش‌کنندگان به فرماندهی یکی از پیروانش به نام المنذز اعمی دوست و هم‌پیمان پیشین او به قتل رسید.
گویند سرش را بر همان نیزه‌ای که آلفونسو اول، پادشاه پرتغال، به عنوان هدیه برایش فرستاده بود، نصب کردند.